# Jesöndzüjl
Jesöndzüjl (mongoliska: Есөнзүйл Сум, Yösöndzüyl, Есөнзүйл, Yösöndzüyl Sum) är ett distrikt i Mongoliet.   Det ligger i provinsen Övörchangaj, i den centrala delen av landet, 290 km sydväst om huvudstaden Ulan Bator.